# پراکتورزویل، ورمانت
پراکتورزویل (به انگلیسی: Proctorsville) یک منطقهٔ مسکونی در ایالات متحده آمریکا است که در Cavendish واقع شده‌است. پراکتورزویل ۷٫۶ کیلومتر مربع مساحت و ۴۵۴ نفر جمعیت دارد و ۲۸۳٫۷۷ متر بالاتر از سطح دریا واقع شده‌است.